# Bart Brentjens
Bart Brentjens, född 10 oktober 1968 i Haelen, Limburg, Nederländerna, är en nederländsk tävlingscyklist, specialiserad på mountainbike.
Han vann guld i mountainbike vid Olympiska sommarspelen 1996 och brons vid Olympiska sommarspelen 2004.
Bart Brentjens är kusin till den tidigare tävlingscyklisten Frans Maassen, som bland annat vann Amstel Gold Race under sin karriär.